# عنف تشريعي
يشير مصطلح العنف التشريعي عمومًا إلى أي اشتباكات عنيفة تندلع بين أعضاء المجلس التشريعي، والتي تكون في كثير من الأحيان جسدية وداخل الهيئة التشريعية وتنشأ بسبب مسائل خلافية وعمليات تصويت يشوبها التوتر. وقعت مثل هذه الاشتباكات في العديد من الدول عبر الزمن، وما تزال تقع حوادث ملحوظة باستمرار.
على الرغم من عدم تناسب مشهد الساسة المتشاجرين مع صورة الهيئة التشريعية، فإنّ العاملين فيها، شأنهم في ذلك شأن أي مكان عمل آخر، ما زالوا عرضة للتوتر والغضب. غالبًا ما تزيد طبيعة المواجهة التي تتسم بها السياسة من التوترات المتصاعدة، بغض النظر عن موقعها، وما ينطوي عليها من مخاطر كبيرة.

وصف عضو الكونغرس الأمريكي الذي لا يُعد غريبًا على العنف التشريعي، غالوشا غرو، السلائف على هذا النحو:
احشد بعض المئات من الرجال معًا في ظهيرة أو ليلة حارة، وأشعل فيهم نيران الحماس الحزبي، وأربك شكوكهم في المكاسب أو الخسائر الشخصية التي قد تعقب تصويتهم على المسألة المطروحة، واغرس فيهم الحسد وسوء النية تجاه زملائهم، وستمتلك بذلك الأسباب الوفيرة لحدوث العنف. جل ما هو مطلوب هو عذر، والذي يسهل العثور عليه كثيرًا.

## أفغانستان

### 5 يوليو 2011
نشب عراك بين نازيفا زكي وحميدة أحمدزاي بسبب الهجمات الصاروخية التي شنتها باكستان على أفغانستان.

## الجزائر

### 30 نوفمبر 2015
تسبب إقرار مشروع قانون ضريبي بحدوث مشاجرات في برلمان الجزائر.

## روما القديمة
بتاريخ إديس مارس من عام 44 قبل الميلاد، اغتال مجموعة من أعضاء مجلس الشيوخ الجنرال الروماني والدكتاتور يوليوس قيصر في لحظة تاريخية خلال اجتماع لمجلس الشيوخ الروماني. تآمر أعضاء مجلس الشيوخ، بقيادة كاسيوس وبروتوس، والذين أطلقوا على أنفسهم اسم ليبراتوريس، سرًا لقتل قيصر ونظروا في طرق مختلفة لإتمام ذلك. في نهاية المطاف، قرروا قتله خلال اجتماع مجلس الشيوخ، نظرًا للسماح لأعضاء مجلس الشيوخ فقط بحضور الاجتماع حيث سيكون القيصر وحيدًا. صاغ أعضاء مجلس الشيوخ عريضة مزيفة تطالب القيصر بتسليم السلطة إلى مجلس الشيوخ، ودعا قيصر إلى عقد اجتماع مجلس الشيوخ لقراءته. عندما التقى قيصر بأعضاء مجلس الشيوخ في مسرح بومبي، طعنوه مرارًا بخناجر مُخبأة أسفل توجاتهم، وقتلوه. أعقب اغتيال قيصر نشوب حرب أهلية للسيطرة على الجمهورية، وانتهت بتولي القيصر أغسطس السلطة وتأسيس الإمبراطورية الرومانية.

## أرمينيا
وقع عنف تشريعي في أرمينيا.

## النمسا

### عهد هابسبورغ
أثناء عهد الإمبراطورية النمساوية المجرية، عانى مجلس النواب التابع للمجلس الإمبراطوري الواقع في سيسليثانيا من نوبات عنف متكررة. أشار مارك توين، الذي كتب في صحيفة هاربر في عام 1898، إلى الآتي:
في إحدى الليالي، اندلع عراك خلال جلبة معتادة كانت تملأ الوسط. تزاحم الأشخاص جنبًا إلى جنب بعنف. وُجّهت العديد من الضربات. رفع شونيرير أحد الكراسي الوزارية الثقيلة مرتين –يقول البعض بيد واحدة– وهدد أعضاء الأغلبية بها، إلا أن الكرسي انتُزع منه، وضرب أحد الأعضاء هيرمان وولف على رأسه بجرس الرئيس، وخنقه عضو آخر، بينما دُفع أستاذ وهوجم باللكمات وجرى خنقه، وأمسك بأداة حادة للدفاع عن نفسه ضد الضربات، وانتُزعت منه وقُذفت إلى مسافة بعيدة، وأصابت اشتراكيًا مسيحيًا مسالمًا لم يكن يفعل شيئًا، متسببة بجرح يده.

## أستراليا

### 13 فبراير 2019
اشتبك براين بيرستون ومستشاره جيمس آشبي في البرلمان بعد أن تبادل بيرستون ورئيس حزب الأمة، بولين هانسون، اتهامات التحرش الجنسي ضد بعضهما البعض.

## بوليفيا

### 27 أكتوبر 2007
في عام 2007، اندلع عراك في المجلس الأدنى للهيئة التشريعية الوطنية في بوليفيا، وهو مجلس النواب. دار الشجار بسبب مناقشة حول ما إذا كان ينبغي محاكمة أربعة قضاة بتهم تتعلق بالفساد.